# Развилка (Якутия)
Разви́лка (якут. Развилка) — село Томпонского улуса Республики (Саха) Якутии, входит в состав Теплоключевского наслега.

## География
Село находится на правом берегу реки Восточная Хандыга, недалеко от места впадения в неё левого притока — реки Куранах, на автодороге федерального значения Колыма, на расстоянии 93 км от села Тёплый Ключ, центра наслега, и 166 км к северо-востоку от посёлка городского типа Хандыга, административного центра района.

## История
Село основано в 1983 году при освоении Нежданинского месторождения.

## Население
| 2002 | 2010 | 2021 |
| ---- | ---- | ---- |
| 323  | ↘76  | ↘13  |

## Инфраструктура
В селе функционируют общеобразовательная школа, дорожно-строительный участок.